# Luciano Figueroa
Luciano Gabriel "Lucho" Figueroa Herrera (Santa Fe, 19 de maig de 1981) és un futbolista argentí, que ocupa la posició de davanter.

## Trajectòria
Inicia la seua carrera professional amb Rosario Central a la màxima categoria argentina. Al Clausura 2003 esdevé el màxim golejador del torneig, amb 17 dianes, incloent-hi cinc en el darrer encontre contra el CA Boca Juniors.
Va ser la seua darrera temporada a Rosario, ja que va recalar al club anglés del Birmingham City FC per 2,5 milions de lliures. La controvèrsia va esclatar quan el club navarrés CA Osasuna va assenyalar que el futbolista havia signat un contracte amb ells abans de traslladar-se a Anglaterra. A finals d'agost de 2003, la FIFA va donar provisionalment la raó al Birmingham, confirmant-lo a l'octubre. Figueroa també va estar a punt de marxar al Rangers FC eixe estiu, però el club de Glasgow no va dur endavant l'acord.
Resolta la polèmica, el davanter va recalar a l'equip reserva del Birmingham, atés que es considerava que no estava en forma per a disputar la Premier, i tan sols havent jugat un partit, el seu contracte es va anul·lar.
Marxa al Cruz Azul mexicà, on marca 9 gols en els darrers set partits del Clausura. El 2004, continua amb la seua seguideta golejadora: 10 dianes en 14 partits. Estes bones actuacions criden l'atenció del Vila-real CF, que el fitxa al novembre de 2004, per 2,1 milions de lliures. No va tenir molta reeixida al club valencià, encara que contribuiria a assolir la tercera posició de la lliga espanyola. A inicis de la temporada 05/06, va marcar el primer gol de la història del Vila-real en la Champions League, a la tercera ronda prèvia davant l'Everton FC.
Al mes de gener de 2006, en busca de regularitat per ser-hi seleccionable de cara al Mundial del posterior estiu retorna al seu país, en qualitat de cedit, incorporant-se a les files del CA River Plate. Comença amb tres gols en els set primers partits del Clausura 2006, però a principis de març, una lesió al lligament encreuat anterior el manté dels terrenys de joc.
En finalitzar a Europa la temporada 05/06, el Vila-real transfereix a l'encara no recuperat davanter a l'italià Genoa CFC, de la Serie B. Tot i que estava previst la seua tornada per a mitjans d'octubre, va necessitar més cirurgia, amb la qual cosa es va perdre la campanya 06/07. Finalment, debuta amb els genovesos, ara a la Serie A, al 28 d'octubre de 2007, i no marcaria fins sis setmanes després.
L'entitat italiana el cedeix llavors al Boca Juniors, amb qui recupera la seua forma, marcant important gols de cara al Torneig Apertura. El gener del 2010 s'incorpora a les files del Rosario Central.

## Internacional
Figueroa ha estat internacional amb l'Argentina en 15 ocasions, tot marcant 9 gols. Va participar en la Copa Amèrica de 2004 i en la Copa Confederacions de 2005.
El 2004, hi va participar en els Jocs Olímpics d'Atenes, on guanyaria la medalla d'or.

## Títols
- Màxim golejador del campionat argentí de futbol: Clausura 2003
- Or: JO Atenes 2004
- Apertura: 2008